# Хусени (Салаж)
Хусени (рум. Huseni) насеље је у Румунији у округу Салаж у општини Красна. Oпштина се налази на надморској висини од 266 m.

## Становништво
Према подацима из 2002. године у насељу је живело 506 становника.

### Попис2002.
| Расподела становништва по националности 2002.‍ | Расподела становништва по националности 2002.‍ | Расподела становништва по националности 2002.‍ | Расподела становништва по националности 2002.‍ | Расподела становништва по националности 2002.‍ |
| --------------------------------------------- | --------------------------------------------- | --------------------------------------------- | --------------------------------------------- | --------------------------------------------- |
|                                               |                                               |                                               |                                               |                                               |
| Румуни                                        | Румуни                                        |                                               | 290                                           | 57,4%                                         |
| Роми                                          | Роми                                          |                                               | 215                                           | 42,6%                                         |